# Кевін Магвайр
Кевін Магвайр (англ. Kevin Maguire, нар. 5 січня 1963, Торонто) — канадський хокеїст, що грав на позиції крайнього нападника.
По завершенні кар'єри гравця — хокейний суддя.

## Ігрова кар'єра
Хокейну кар'єру розпочав 1982 року.
Протягом професійної клубної ігрової кар'єри, що тривала 10 років, захищав кольори команд «Торонто Мейпл-Ліфс», «Баффало Сейбрс» та «Філадельфія Флаєрс».
Загалом провів 321 матч у НХЛ, включаючи 61 гру плей-оф Кубка Стенлі.

## Статистика
| Сезон        | Клуб                    | Ліга         | Регулярний сезон | Регулярний сезон | Регулярний сезон | Регулярний сезон | Регулярний сезон | Плей-оф | Плей-оф | Плей-оф | Плей-оф | Плей-оф |
| Сезон        | Клуб                    | Ліга         | І                | Г                | П                | О                | ШХ               | І       | Г       | П       | О       | ШХ      |
| ------------ | ----------------------- | ------------ | ---------------- | ---------------- | ---------------- | ---------------- | ---------------- | ------- | ------- | ------- | ------- | ------- |
| 1982–83      | «Ошава Дженералс»       | ОХЛ          | 1                | 0                | 0                | 0                | 0                | —       | —       | —       | —       | —       |
| 1982–83      | «Орілья Травелвейс»     | ОЮХЛ         | 41               | 18               | 28               | 46               | 139              | —       | —       | —       | —       | —       |
| 1983–84      | «Орілья Травелвейс»     | ОЮХЛ         | 37               | 31               | 42               | 73               | 137              | —       | —       | —       | —       | —       |
| 1984–85      | «Сент-Кетерінс Сейнтс»  | АХЛ          | 76               | 10               | 15               | 25               | 112              | —       | —       | —       | —       | —       |
| 1985–86      | «Сент-Кетерінс Сейнтс»  | АХЛ          | 61               | 6                | 9                | 15               | 161              | 1       | 0       | 0       | 0       | 0       |
| 1986–87      | «Ньюмаркет Сейнтс»      | АХЛ          | 51               | 4                | 2                | 6                | 131              | —       | —       | —       | —       | —       |
| 1986–87      | «Торонто Мейпл-Ліфс»    | НХЛ          | 17               | 0                | 0                | 0                | 74               | 1       | 0       | 0       | 0       | 0       |
| 1987–88      | «Баффало Сейбрс»        | НХЛ          | 46               | 4                | 6                | 10               | 162              | 5       | 0       | 0       | 0       | 50      |
| 1988–89      | «Баффало Сейбрс»        | НХЛ          | 60               | 8                | 10               | 18               | 241              | 5       | 0       | 0       | 0       | 36      |
| 1989–90      | «Баффало Сейбрс»        | НХЛ          | 61               | 6                | 9                | 15               | 115              | —       | —       | —       | —       | —       |
| 1989–90      | «Філадельфія Флаєрс»    | НХЛ          | 5                | 1                | 0                | 1                | 6                | —       | —       | —       | —       | —       |
| 1990–91      | «Торонто Мейпл-Ліфс»    | НХЛ          | 63               | 9                | 5                | 14               | 180              | —       | —       | —       | —       | —       |
| 1991–92      | «Сент-Джонс Мейпл-Ліфс» | АХЛ          | 30               | 11               | 15               | 26               | 112              | 11      | 3       | 7       | 10      | 43      |
| 1991–92      | «Торонто Мейпл-Ліфс»    | НХЛ          | 8                | 1                | 0                | 1                | 4                | —       | —       | —       | —       | —       |
| 1993–94      | «Лі Веллі Лайонс»       | БХЛ          | 2                | 0                | 0                | 0                | 0                | —       | —       | —       | —       | —       |
| Усього в НХЛ | Усього в НХЛ            | Усього в НХЛ | 260              | 29               | 30               | 59               | 782              | 61      | 0       | 0       | 0       | 86      |